# باشگاه فوتبال پیام مخابرات شیراز
باشگاه فوتبال پیام مخابرات شیراز یک باشگاه فوتبال ایرانی در شهر شیراز می‌باشد.
این باشگاه در سال ۲۰۰۰ تأسیس و در سال ۲۰۱۲ منحل و امتیاز آن به شهرستان کازرون منتقل شده‌است.